# Митре (департамент)
Департамент Митре  (исп. Departamento de Mitre) — департамент в Аргентине в составе провинции Сантьяго-дель-Эстеро.
Территория — 3667 км². Население — 1890 человек. Плотность населения — 0,50 чел./км².
Административный центр — Ла-Уньон.

## География
Департамент расположен на юго-востоке провинции Сантьяго-дель-Эстеро.
Департамент граничит:
- на севере — с департаментом Салавина
- на северо-востоке — с департаментом Агирре
- на юго-востоке — с департаментом Ривадавия
- на юге — с провинцией Кордова
- на западе — с департаментом Кебрачос

## Административное деление
Департамент включает 1 муниципалитет:
- Вилья-Уньон

## Важнейшие населенные пункты[3]
| № | Населённый пункт    | Населённый пункт (исп.) | Категория | Население чел. (2010) | На карте                        |
| - | ------------------- | ----------------------- | --------- | --------------------- | ------------------------------- |
| 1 | Вилья-Уньон         | Villa Unión             | поселок   | 510                   | 29°24′50″ ю. ш. 62°47′23″ з. д. |
| 2 | Пасо-де-лос-Оскарес | Paso de Los Oscares     | поселок   | н/д                   | 29°15′36″ ю. ш. 63°12′02″ з. д. |